# Один перед любов'ю
«Один перед любов'ю» — радянський художній фільм 1969 року режисера Георге Воде, за романом «Один перед обличчям любові» Ауреліу Бусуйока.

## Сюжет
Герої фільму — сільські вчителі Віоріка та Раду, люди високого морального обов'язку. Сільська школа, де вони працюють, далеко не зразкова. Їм, через професію, де немає права на помилку, знаходячись під поглядами учнів та односельчан, доводиться нелегко. Раду, людина допитливого розуму, вже втратив віру у велику мету, у нього більше немає сил на почуття — і для любові до своєї справи, і для любові особистої. За цих обставин, запрошення на роботу в один з інститутів Академії наук дає Раду шанс вирватися з рутини і обивательщини…

## У ролях
- Марія Сагайдак — Віоріка Врабіє, вчителька
- Віктор Соцкі-Войніческу — Раду Негреску, вчитель математики
- Міхай Волонтир — Обаде
- Пауліна Потинге — дружина Обаде
- Трифон Грузін — Іван Леонович, директор школи
- Валеріу Купча — Борис Менделевич Майєр
- Ніна Воде-Мокряк — Ліда Негреску
- Мірча Соцкі-Войніческу — Павло Іонашку, журналіст
- Володимир Зайчук — вчитель фізкультури
- Євгенія Ботнару — Марія
- Георге Ротераш — Іон
- Васіле Райлян — батько хулігана

## Знімальна група
- Режисер — Георге Воде
- Сценаристи — Ауреліу Бусуйок, Георге Воде
- Оператор — Дмитро Моторний
- Композитор — Євген Дога
- Художник — Костянтин Балан